# Censure cinématographique en Iran

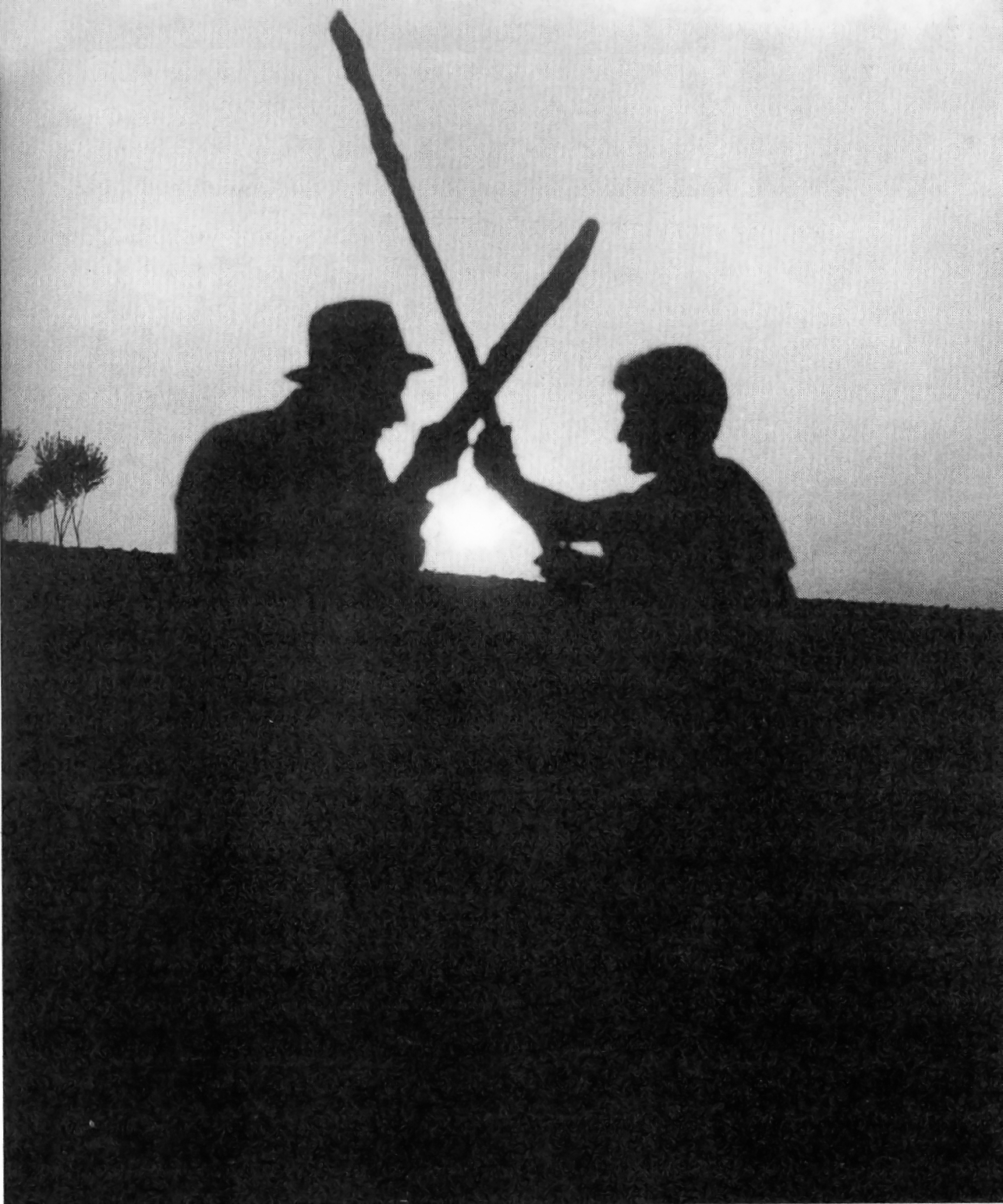
Zakaria Hashemi dans Jonub-e Shahr/Raqābat dar Shahr de Farrokh Ghaffari, 1958.

Depuis ses débuts, le cinéma iranien a été sujet à la censure, permettant de répondre aux objectifs des gouvernements, des religieux, de divers groupes professionnels ou des distributeurs. La première forme de censure a lieu dès le début des années 1900, quand les distributeurs demandent aux interprètes qui lisent les sous-titres des films étrangers en persan de modifier certains passages. Durant l'époque Pahlavi, la censure commence à être encadrée par des lois et des commissions de projection, et vise principalement les critiques qui peuvent être faites au régime à travers les scénarios des films iraniens comme étrangers. Après la révolution iranienne et l'islamisation de tous les pans de la société iranienne, la censure vise à moraliser le cinéma afin de lui donner un vernis islamique et idéologique. Ce type de censure influencera fortement la structure des films iraniens.

## Censure à l'époque Pahlavi
La première censure officielle remonte à 1930. Une ordonnance de la ville de Téhéran impose en effet à partir de cette année qu'un fonctionnaire de la ville voie les films avant qu'ils soient projetés au public. 
En 1950, l'État crée une commission de projection (Komission-e namāyesh), dont le travail consiste à attribuer les licences de projection des films. Cette commission est composée de membres originaires des ministères de l'intérieur et de l'éducation, de la police, du département des publications et de la propagande et de l'association des propriétaires de salles de cinéma. Les films interdits sont ceux qui peuvent manquer de respect à la religion, la monarchie, le gouvernement, la loi et la morale ou l'unité nationale. En 1968, la commission de projection est placée sous l'autorité du ministère des arts et de la culture et change de nom pour devenir la Commission des arts dramatiques (Shurā-ye honarhā-ye nemāyeshi). Cette commission est composée de 15 experts d'horizons divers, et de représentants des mêmes institutions que pour la commission de projection. La Commission des arts dramatiques adopte de nouvelles interdictions, comme celle de l'offense à pays étranger ami ou de nivellement par le bas des goûts du public. 
Les films visés par la censure à l'époque du Shah sont ceux qui présentent un point de vue politique à ceux du régime Pahlavi ou qui traitent de tabous sociaux, comme l'adultère. Z, de Costa-Gavras est banni des cinémas iraniens pour son côté politique. Pour Les Professionnels, de Richard Brooks, la censure consiste à modifier les dialogues lors du doublage en persan pour transformer une femme infidèle en maîtresse. L'autre objet de l'attention des censeurs iraniens de l'époque Pahlavi est la critique qui peut être faite aux administrations civiles et militaires dans les films iraniens ou étrangers. La fin du film L'Inspecteur Harry, de Don Siegel, sera ainsi modifiée afin de montrer que le personnage de Clint Eastwood garde son respect pour la loi et la police. Parfois, les films sont modifiés par les distributeurs iraniens avant même d'être soumis à la commission de la censure. 
La censure touche également les films iraniens. Les documentaires sont la cible de la censure malgré le fait qu'ils soient en partie produits grâce à une aide de l'État. Les censeurs interdisent, tout de même, certains films comme Zendān-e Zanān (« La prison des femmes », 1965) et Qal'eh (« Citadelle », 1966), tous deux réalisés par Kāmrān Shirdel sur le thème de la victimisation des femmes ou Adyān dar Irān (« Les religions en Iran », 1971) de Manuchehr Tayyāb, qui présente une version controversée des rituels musulmans. Les longs métrages de fiction sont aussi sujet à la censure. Le film Jonub-e Shahr (« Le Sud de la ville », 1958), un mélodrame de Farrokh Ghaffari montrant la vie dans les bidonvilles du sud de Téhéran, sera autorisé en 1963 à condition d'être renommé Raqābat dar Shahr (« Rivalité dans la ville »). Ce renommage permet de donner un titre qui soit lié à l'intrigue et non pas aux conditions sociales dans lequel il se déroule. 
L'émergence du cinéma progressif (sinema-ye motefavet) après 1969 donnera lieu à un nouveau type de confrontation avec la censure. La génération de réalisateurs politiquement engagés donne lieu à des films dénonçant les conditions sociales et politiques en Iran. Un des premiers films de ce type de cinéma, Gāv (« La vache », 1969) de Dariush Mehrjui, est un conte sur la pauvreté dans un village iranien. Initialement interdit par les censeurs, c'est après son succès au festival du film de Venise qu'il sera autorisé par la commission de projection. En effet, les censeurs ne souhaitent pas interdire un film qui a été acclamé internationalement ; ils imposent donc une mention en début de film précisant que le film a lieu dans une époque antérieure à la révolution blanche (un programme de modernisation initié par le Shah en 1963). En 1974, Asrār-e ganj-e darra-ye jenni (« Le mystère du trésor de la vallée des génies »), réalisé par Ebrahim Golestan, est interdit de projection après que les censeurs se sont rendu compte que le film est perçu par les spectateurs comme une allégorie de l'ascension et de l'éventuelle chute du Shah.

## Censure révolutionnaire et influence sur la structure des films
Après la révolution iranienne de 1979, tous les permis de distribution accordés aux films nationaux et étrangers sont annulés et soumis à une réinspection. Seulement 10 % des films ont passé cette épreuve de la censure. Jusqu'en 1982, la situation du cinéma en Iran n'est pas très claire pour le nouvel État islamique. Seul le sujet de l'apparence des femmes dans les films est à peu près clair pour le régime. En conséquence, les femmes apparaissant dans les films produits en Iran doivent être voilées, et celles apparaissant dans les films étrangers doivent respecter un certain nombre de règles contraignantes. 
Après 1982, c'est le ministère de la culture et de l'orientation islamique qui est chargé de délivrer les permis de projection, selon des règles assez semblables à celles qui existaient à l'époque du Shah, avec une attention particulière portée aux questions religieuses et aux orientations politiques du nouveau régime. 
Dans les premières années, les textes de loi sont flous, et disent que les films se doivent d'être en conformité avec la « morale islamique ». La censure peut alors agir de manière discrétionnaire. Sous la pression du secteur cinématographique, les législateurs iraniens vont tenter de clarifier le sens de cette expression, pour aboutir en 1996 à une réglementation plus claire. Ce texte précise ce qu'est l'esprit islamique, précise les codes vestimentaires, de maquillage ou de coupes de cheveux acceptables —le corps doit être couvert, interdiction d'utiliser des vêtements soulignant le corps des femmes, interdiction d'utiliser des vêtements faisant référence au modèle occidental (la cravate par exemple), interdiction de montrer un visage de femme maquillée, interdiction de montrer un contact physique entre un homme et une femme, etc. Le point le plus difficile pour les réalisateurs est que les relations entre hommes et femmes, représentés dans une sphère privée à l'écran, doivent aussi satisfaire aux normes islamiques applicables à l'espace public. Un homme et une femme mariés à l'écran ne peuvent donc pas avoir de contacts, une mère qui retrouve son fils à son retour de la guerre ne peut pas l'embrasser à l'écran. Les sujets des films sont également soumis à la censure : l'adultère, la séduction, les relations sexuelles hors-mariage ne peuvent pas être traités à l'écran, à moins que ce ne soit pour condamner ces pratiques. 
L'interdiction de certains thèmes à l'écran se retrouve dans de nombreux pays au cours de l'histoire du cinéma. Selon Agnès Devictor, le code de censure iranien rappelle même par certains aspects l'ancien code Hays des États-Unis. Il apparait cependant que la règlementation de la censure iranienne a fortement modifié « la façon de faire et de voir des films.»
La censure et les interdits ont fortement influencé la structure des films produits depuis les débuts de la république islamique. La structure du film, les cadrages, les montages, les couleurs, etc. subissent l'influence de la « moralisation » du cinéma. En effet, le législateur souhaite éliminer des films toute sensation de trouble ; il veut éliminer ce qui pourrait provoquer au spectateur une attirance physique ou qui évoque pour lui un plaisir charnel. Toutes les interdictions concernant l'image des femmes à l'écran ont conduit à mettre en valeur des fillettes, en reportant sur elles l'image de la femme. Jafar Panahi, par exemple, fait d'une petite fille le personnage principal de son film Le ballon blanc (1994). Le montage est lui aussi concerné par la moralisation du cinéma, et oblige les réalisateurs à trouver des stratagèmes pour représenter certaines situations à l'écran. Dariush Mehrjui, dans son film Leyla (1996) ne montre jamais dans le même plan, le mari et la femme dans leur chambre, ils sont filmés en champ contre-champ : l'un est assis sur un tabouret, l'autre est au lit. Selon la critique, le talent de conteur d'Asghar Farhadi lui permet, dans Un Héros, de détourner la censure du régime et de critiquer l'administration et les médias iraniens.
Le respect de la morale islamique provoque certaines incohérences dans les films, comme le port du foulard dans l'espace privé. Certains réalisateurs essaient de limiter ces incohérences, mais d'autres n'y portent pas attention. On peut ainsi voir dans certains films des femmes dormant avec leur foulard.